# España Exterior (periódico)
España exterior es un semanario de información general orientado a las colectividades españolas en todo el mundo. La publicación tiene una tirada de 48.000 ejemplares.

## Historia
Se fundó en julio de 1997 para prestar cobertura informativa a los emigrantes españoles oriundos de todas las comunidades autónomas. Según el Censo Electoral de Residentes Ausentes (CERA), la cifra de emigrantes con derecho a voto asciende a 1.200.000.
Desde enero de 2002, y con carácter quincenal, distribuye también otras 8 cabeceras de 8 páginas cada una junto con la publicación semanal: Asturias Exterior, Castilla y León Exterior, Comunidad Valenciana Exterior, Extremadura Exterior, Andalucía Exterior, Baleares Exterior, Canarias Exterior y Comunidad de Madrid Exterior, Contando Galicia con un paginado especial en todas las ediciones del semanal.

## Distribución
Su distribución por países es la siguiente:
- Francia 16%
- Argentina 14%
- Alemania 10%
- Suiza 10%
- Venezuela 9%
- México 9%
- Uruguay 7%
- Estados Unidos 5%
- Reino Unido 5%
- Bélgica 4%
- Brasil 4%
- Holanda 2%
- Otros (incluido España) 5%